# ديفن هولاند
ديفن هولاند (بالإنجليزية: Devin Holland)‏ هو لاعب كرة قدم أمريكية أمريكي، ولد في 18 أكتوبر 1988 في باتون روج في الولايات المتحدة.

## وصلات خارجية
- ديفن هولاند على موقع مرجع كرة القدم المحترفة.كوم (الإنجليزية)